# Vaterpolo klub Radnički Kragujevac
Il Vaterpolo klub Radnički Kragujevac (abbreviato in VK Radnički Kragujevac; in serbo cirillico: Ватерполо клуб Раднички Крагујевац) è una società di pallanuoto maschile fondata nel 2012 con sede a Kragujevac, in Serbia.

## Storia

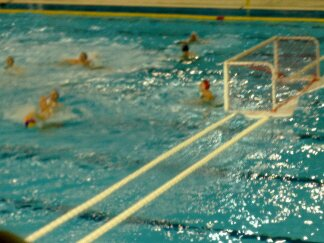
VK Radnički - VK ŽAK nel 2013

Il club serbo viene fondato il 25 aprile del 2012. Partecipa alla Druga Liga, terza divisione del campionato serbo, ottenendo la promozione nella Prva B Liga; la Federazione serba concede tuttavia alla società di saltare un livello e disputare la massima serie, garantendo anche l'accesso alle coppe europee.
Nell'estate del 2012 il Radnički effettua un'importante campagna acquisti assicurandosi campioni mondiali quali Filip Filipović, Vanja Udovičić e Boris Zloković, e l'ex commissario tecnico della nazionale serba Dejan Udovičić.
Nell'autunno 2012 il club debutta nella LEN Euro Cup e in Prva A Liga. In Euro Cup il Radnički ottiene dieci vittorie in altrettante gare, culminate con la doppia finale del 20 marzo e 6 aprile 2013, con la quale, superando la Rari Nantes Florentia, i serbi conquistano il primo trofeo della loro storia. Nel 2013 è finalista contro il Barceloneta  in Eurolega e contro la Stella Rossa nella Supercoppa LEN.
Il 28 marzo 2021 il club di Kragujevac, guidata in panchina da Uroš Stevanović, diventa la prima squadra serba a vincere la Lega Adriatica imponendosi per 14 a 12 nella finale tenutasi a Zagabria contro i croati del Jug Dubrovnik. Sempre nello stesso anno si laurea anche campione di Serbia. Nel 2025 conquista, per la seconda volta, sia la Lega Adriatica sia il campionato nazionale.

## Palmarès

### Trofei nazionali
- Campionato serbo: 2

2020-21, 2024-25
- Coppa di Serbia: 3

2014-15, 2019-20, 2021-22

### Trofei internazionali
- Coppe LEN: 1

2012-13
- Lega Adriatica: 2

2020-21, 2024-25

## Rosa 2025-2026
| N° |                       | Ruolo | Giocatore         |
| -- | --------------------- | ----- | ----------------- |
|    | Serbia (bandiera)     | P     | Radosav Filipovic |
|    | Serbia (bandiera)     | CV    | Strahinja Rasovic |
|    | Serbia (bandiera)     | CV    | Filip Jankovic    |
|    | Serbia (bandiera)     | CV    | Marko Jankovic    |
|    | Serbia (bandiera)     | CB    | Duško Pijetlović  |
|    | Serbia (bandiera)     | D     | Radomir Drasovic  |
|    | Serbia (bandiera)     | U (D) | Nikola Jaksic     |
|    | Serbia (bandiera)     |       | Bogdan Gavrilovic |
|    | Serbia (bandiera)     |       | Lazar Vickovic    |
|    | Serbia (bandiera)     | D     | Petar Jaksic      |
|    | Montenegro (bandiera) | CB    | Nikola Murisic    |

| N° |                     | Ruolo | Giocatore            |
| -- | ------------------- | ----- | -------------------- |
|    | Serbia (bandiera)   | P     | Stefan Todorovski    |
|    | Georgia (bandiera)  | A     | Valiko Dadvani       |
|    | Serbia (bandiera)   |       | Lazar Antic          |
|    | Bulgaria (bandiera) |       | Samuil Tsvetanov     |
|    | Serbia (bandiera)   |       | Boris Bassov         |
|    | Serbia (bandiera)   |       | Nemanja Dordevic     |
|    | Georgia (bandiera)  | CV    | Dusan Vasic          |
|    | Serbia (bandiera)   | D     | Sava Randelovic      |
|    | Serbia (bandiera)   | D     | Nikola Dedovic       |
|    | Grecia (bandiera)   | A     | Angelos Vlachopoulos |